# Aïcha Ech-Chenna

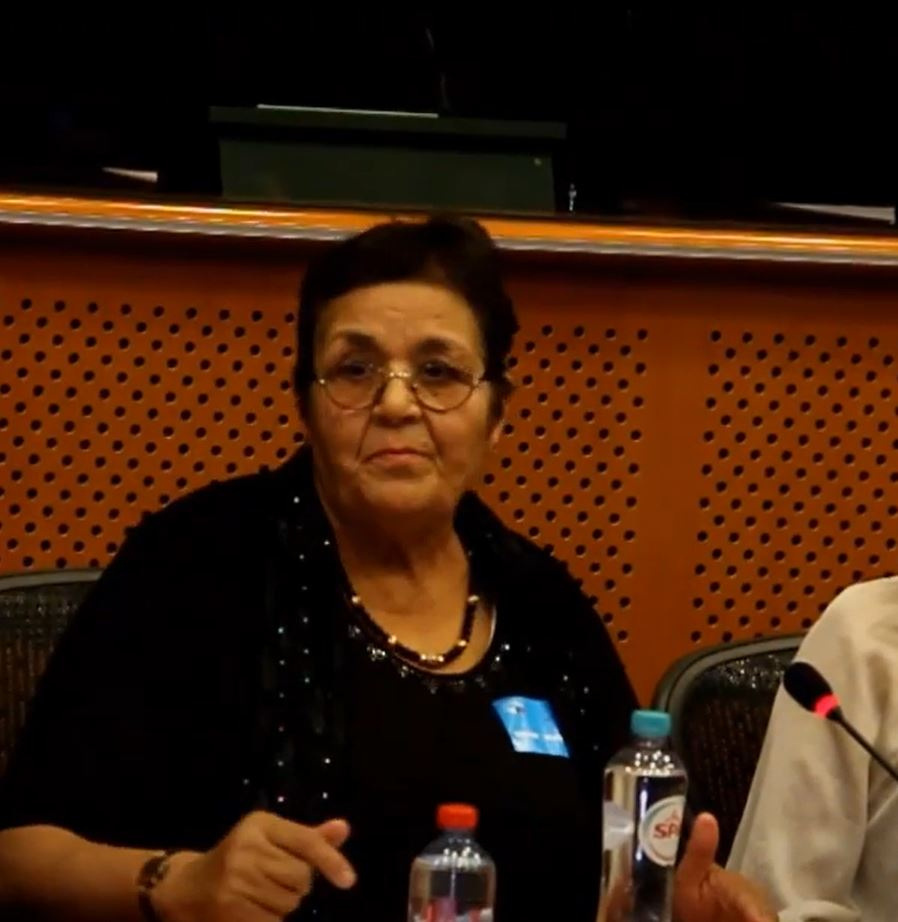
Aïcha Ech-Chenna, 2016

Aïcha Ech-Chenna (arabisch عائشة الشنَّا, DMG ʿĀʾiša aš-Šinnā; * 14. August 1941 in Casablanca; † 25. September 2022 ebenda) war eine marokkanische Frauenrechtlerin. Sie setzte sich vor allem für die Rechte lediger Mütter und deren Kinder in Marokko ein. In dieser Funktion war sie oft in den Medien zu sehen.

## Aktivitäten
1985 gründete sie die Nichtregierungsorganisation Solidarité Feminine.
2005 erhielt Ech-Chenna den Elisabeth-Norgall-Preis.
In Casablanca betrieb Ech-Chenna über Solidarité Feminine die sogenannte Site Palmier, ein Haus zur Unterbringung von ledigen Müttern und deren Kindern. Es wurde extra für diesen Zweck errichtet.
2009 wurde sie mit dem mit einer Million US-Dollar dotierten Opus Prize der Catholic University of America für glaubensbasierte humanitäre Hilfe ausgezeichnet.
Am 25. September 2022 starb sie im Alter von 81 Jahren.